# Elite Model Look
Elite Model Look, dříve Look of the Year, je největší a nejprestižnější modelingová soutěž na světě konaná světovou modelingovou agenturou Elite Model Management od roku 1983..
V minulosti se ji zúčastnily pozdější supermodelky Gisele Bündchen, Cindy Crawford, Lara Stone, Alessandra Ambrosio a další. Soutěž Elite Model Look odstartovala kariéru i českým a slovenským modelkám jako jsou Linda Vojtová, Linda Nývltová, Kristína Chrasteková, Denisa Dvořáková, Michaela Kocianová, Hana Jiříčková, Michaela Hlaváčková, Eva Klímková nebo Bára Podzimková.

## Organizace
Z národního česko-slovenského finále postupují vítězky a vítězové z obou zemí na světové finále. Ředitel soutěže pro Českou a Slovenskou republiku a zároveň spolumajitel agentur Elite Model Management Prague a Elite Model Management Bratislava je Sáša Jány.
V České republice a na Slovensku je soutěž pořádána od roku 1991.

## Požadavky
- 13–21 let u dívek / 15–23 let u chlapců
- výška nad 170 cm u dívek / výška nad 183 cm u chlapců[2]

## Vítězky a vítězové
TOP 15 dívek a chlapců světového finále získávají garantované kontrakty ve výši 730.000 EUR.
Světovými vítězkami se staly Linda Vojtová (Švýcarsko, 2000), Denisa Dvořáková (Maroko, 2006), Eva Klímková (Čína, 2013), Barbora Podzimková (Čína, 2014), Jana Tvrdíková (Portugalsko, 2016) a Amélie Konšelová (On-line, 2021).
Z mužských vítězů národního finále ČR můžeme jmenova Kristiana Černíka nebo Václava Chvojku.

## Účastnické státy a regiony
Seznam uvádí přehled států, závislých území a dalších teritorií zařazených dle regionů, které se účastní Elite Model Look.
Severní Amerika
- Kanada
- Kostarika
- Mexiko
- Spojené státy americké

Karibik
- Antigua a Barbuda
- Bahamy
- Dominikánská republika
- Haiti
- Portoriko
- Svatý Vincenc a Grenadiny
- Trinidad a Tobago
- Svatý Martin

Jižní Amerika
- Argentina
- Bolívie
- Brazílie
- Chile
- Ekvádor
- Guyana
- Kolumbie
- Paraguay
- Peru
- Uruguay
- Venezuela

Evropa
- Bělorusko
- Belgie
- Bosna a Hercegovina
- Černá Hora
- Česko
- Dánsko
- Estonsko
- Finsko
- Francie
- Irsko
- Island
- Itálie
- Kosovo
- Litva
- Lotyšsko
- Lucembursko
- Maďarsko
- Moldávie
- Monako
- Německo
- Nizozemsko
- Polsko
- Portugalsko
- Rakousko
- Rumunsko
- Rusko
- Slovensko
- Slovinsko
- Srbsko
- Spojené království
- Španělsko
- Švédsko
- Švýcarsko

Afrika
- Alžírsko
- Angola
- Gabon
- Jihoafrická republika
- Kamerun
- Kapverdy
- Keňa
- Mauricius
- Maroko
- Mosambik
- Nigérie
- Pobřeží slonoviny
- Republika Kongo
- Réunion
- Rovníková Guinea
- Senegal
- Středoafrická republika
- Tunisko
- Zimbabwe

Východ
- Abcházie
- Arménie
- Gruzie
- Indie
- Izrael
- Kazachstán
- Libanon
- Spojené arabské emiráty
- Katar

Asie
- Čína
- Filipíny
- Hongkong
- Japonsko
- Jižní Korea
- Malajsie
- Singapur
- Thajsko
- Tchaj-wan
- Vietnam

Oceánie
- Austrálie
- Francouzská Polynésie
- Nová Kaledonie
- Nový Zéland